# ابيضاض وحيدي نقوي حاد
يُعد ابيضاض الدم الوحيدي النقوي الحاد (إيه إم إم إل) شكلًا من أشكال ابيضاض الدم النقوي الحاد الذي ينطوي على تكاثر الأرومات النقوية والوحيدة التي تطورها وحدات تشكيل مستعمرات المحببات والبلاعم (CFU-GM). يترافق إيه إم إم إل بزيادة سريعة في تعداد كريات الدم البيضاء ويُحدد بوجود أكثر من 20٪ من الأرومات النقوية في نقي العظم. ويُصنف ضمن «إم4» حسب التصنيف الفرنسي الأمريكي البريطاني (إف إيه بي)، في حين تعده منظمة الصحة العالمية بأنه «ابيضاض نقوي حاد، غير مصنف بطريقة أخرى».
لوحظت الإزفاءات في هذه الحالة، وأُبلغ عن تطورها من متلازمة خلل التنسج النقوي.

## العلامات والأعراض
قد يعاني بعض المرضى:
- تعب.
- سهولة تكدم.
- نزف غير طبيعي.
- فقر دم.
- قلة الصفيحات.
- زلة تنفسية.

إذا زاد عدد الأرومات ازديادًا كبيرًا أدى إلى انسداد الأوعية الدموية، قد يختبر بعض المرضى:
- تداخل الكلام.
- صداع الرأس.
- تخليط ذهني.
- ضعف في جانب واحد من الجسم.
- نعاس.

## السبب
لم يُحدد السبب بعد؛ قيل إن ابيضاض الدم الوحيدي النقوي الحاد قد يتطور من إصابة ابيضاض نقوي مزمن من النوعين 1 و2. ينخفض تعداد كريات الدم الحمراء الطبيعية ويحدث تكاثر سريع لأرومات النقي الشاذة. تضعف القدرة الوظيفية للموت الخلوي المبرمج ما يؤدي إلى تجمع الخلايا النقوية في نقي العظام والدم. يظهر إيه إم إل مع الإزفاء أو الانقلاب في كروموسومات مختلفة، ويُلاحظ على وجه التحديد انتشاره مع انقلاب الكروموسوم 16 المعروف أيضًا باسم «Inv(16)» عند الأطفال.

## الآلية
لا يوجد آلية دقيقة للمرض؛ تتضمن الفيزيولوجيا المرضية الكامنة وراء ابيضاض الدم الوحيدي النقوي الحاد توقف نضج خلية نقي العظم في المراحل المبكرة من تطورها. إن الأرومة النقوية خلية طليعية غير ناضجة ستتحول إلى خلية دم بيضاء صحية أحادية الخلية، أما في الابيضاض النقوي الحاد يغيب هذا النضج، لكن الأورمة تنمو وتتكاثر حسب تنظيم الجسم. تتراكم الخلايا الشاذة غير الناضجة في نقي العظام وتمنع نمو الخلايا السليمة الأخرى. ما يزال هذا النوع من النماء الخلوي المتوقف قيد الدراسة، لكن معظم الحالات قد شهدت حدوث تعطيل أو تنشيط للجين بسبب إزفاء الكروموسومات أو انقلابها. ينتج إيه إم إل-إم4 المترافق مع انقلاب الكروموسوم 16 عن عملية انكسار وإعادة ترتيب داخل الكروموسوم نفسه.

## التشخيص
تؤكد معايير إيه إم إم إل التشخيصية إذا زادت نسبة الأرومات النقوية والوحيدية في نقي العظم عن 20%. يمكن أيضًا تأكيد التشخيص عندما يكون تعداد الوحيدات يعادل 5 × 10 إلى القوة التاسعة أو أكثر. تشمل الاختبارات المتاحة لتشخيص ابيضاض الدم النقوي الحاد تعداد الدم الشامل الذي يتضمن أخذ الدم من إحدى أوردة الذراع لتحري الإصابة بابيضاض الدم، إضافة إلى لطاخة الدم المحيطية، وفحص نقي العظام. تُفحص عينة دموية عند دراسة لطاخة الدم المحيطية لتقييم وجود الأرومات، وكمية خلايا الدم البيضاء، وتغيرات خلايا الدم الشكلية. تؤخذ عينة نقوية من عظم الورك في فحص نقي العظم بحثًا عن خلايا ابيضاض الدم. يُعد الشفط والخزعة نوعان من الاختبارات التي يمكن إجراؤها للحصول على عينة من نقي العظم. يمكن إجراء تصنيف إضافي لنوع ابيضاض الدم النقوي الحاد عبر فحص شكل الخلايا وحجمها؛ ستجد عمومًا خلايا غير ناضجة تفتقر إلى السمات الخلوية الطبيعية.